# Lydda lumholtzi
Lydda lumholtzi är en insektsart som först beskrevs av George Willis Kirkaldy 1907.  Lydda lumholtzi ingår i släktet Lydda och familjen Derbidae. Inga underarter finns listade i Catalogue of Life.